# Dillinger (film, 1973)
Pour les articles homonymes, voir Dillinger.
Pour plus de détails, voir Fiche technique et Distribution.
Dillinger est un film américain écrit et réalisé par John Milius et sorti en 1973. Il s'agit de sa première réalisation.

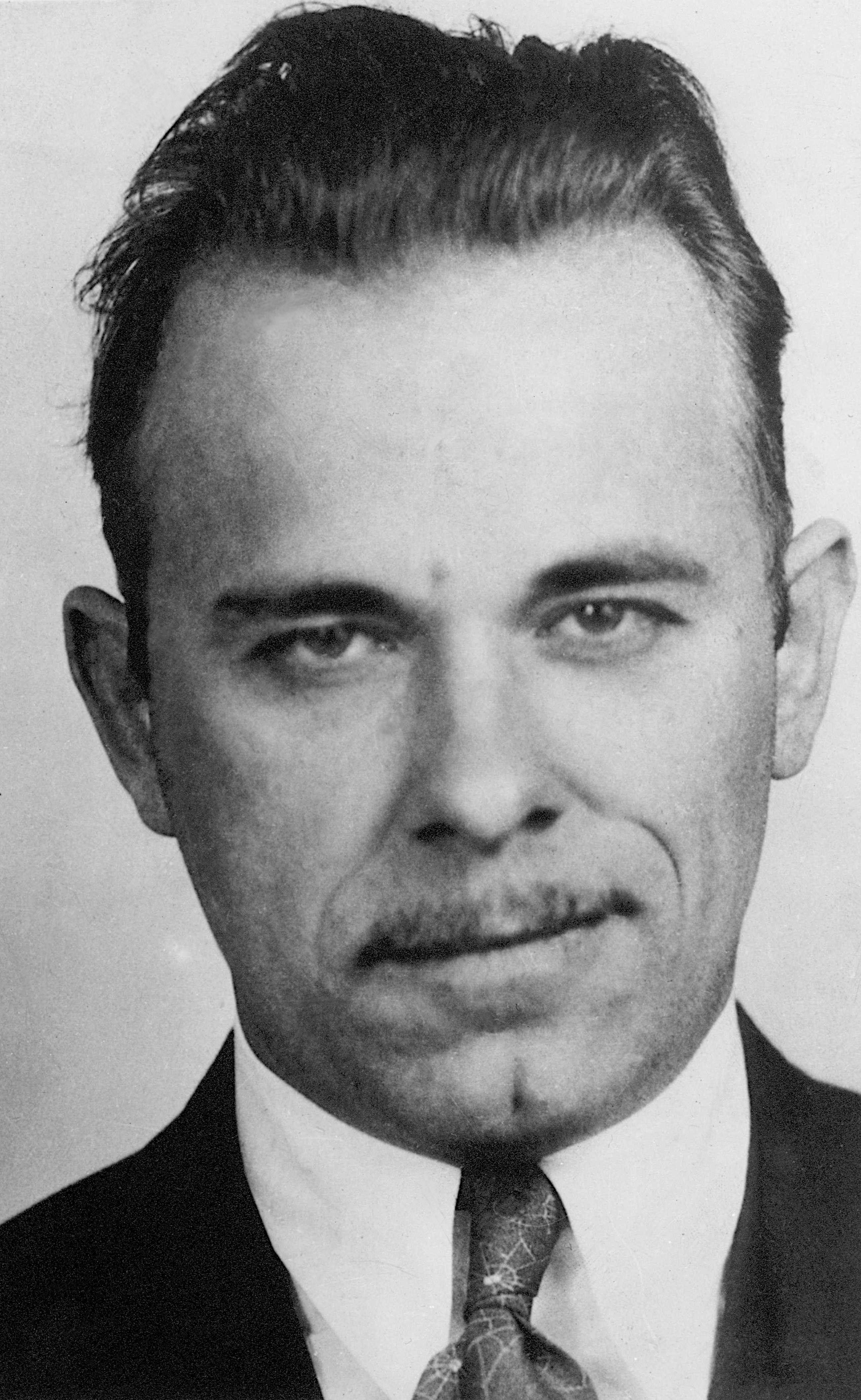
John Dillinger photographié par la police de Chicago vers 1934

Le film raconte les dernières années de la vie du gangster John Dillinger et de l'agent du FBI Melvin Purvis lancé à sa poursuite, dans le contexte de la Grande Dépression des années 1930.

## Synopsis
En 1933, John Dillinger devient la cible du FBI, soupçonné d'avoir participé au massacre de Kansas City, dans lequel quatre policiers sont tués. L'agent fédéral Melvin Purvis décide de mener personnellement ces recherches et de traquer Dillinger et ses acolytes : Pretty Boy Floyd, Baby Face Nelson, Machine Gun Kelly, « Handsome » Jack Klutas ou encore Wilbur Underhill. Melvin Purvis est très motivé et mène une quête très personnelle de vengeance. Il est prêt à tout pour les appréhender, quitte à dépasser certaines limites. De son côté, l'« ennemi public n°1 » John Dillinger s'attire la sympathie du public. Il rencontre également la belle Billie Frechette (en).

## Fiche technique
Sauf indication contraire, les informations mentionnées dans cette section peuvent être confirmées par la base de données cinématographiques IMDb,  présente dans la section « Liens externes ».
- Titre original et français : Dillinger
- Réalisation et scénario : John Milius
- Musique : Barry De Vorzon
- Décors : Charles Pierce
- Photographie : Jules Brenner
- Montage : Fred R. Feitshans Jr.
- Casting : Mike Fenton et Fred Roos
- Production : Buzz Feitshans

Producteurs délégués : Samuel Z. Arkoff et Lawrence Gordon
Producteur associé : Robert A. Papazian
- Société de production : American International Pictures
- Sociétés de distribution : American International Pictures (États-Unis), Rossel Films (France)
- Budget : 1 million de dollars[1],[2]
- Pays de production :  États-Unis
- Langue originale : anglais
- Format : couleur et noir et blanc - 1.85:1 - 35 mm - son mono
- Genre : film de gangsters, drame biographique
- Durée : 107 minutes
- Dates de sortie[3] :
  - États-Unis : 19 juin 1973 (avant-première à Dallas)
  - États-Unis : 1er août 1973 (sortie limitée à New York)
  - France : 3 avril 1974

## Distribution
- Warren Oates : John Dillinger
- Ben Johnson : Melvin Purvis

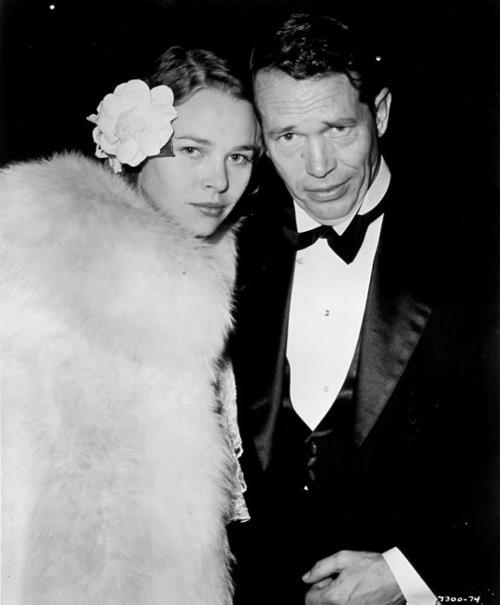
Michelle Phillips et Warren Oates

- Michelle Phillips : Evelyn « Billie » Frechette (en)
- Cloris Leachman : Anna Sage
- Harry Dean Stanton : Homer Van Meter
- Geoffrey Lewis : Harry Pierpont (en)
- John P. Ryan : Charles Makley (en)
- Richard Dreyfuss : Baby Face Nelson
- Steve Kanaly : Pretty Boy Floyd
- John Martino : Eddie Martin
- Roy Jenson : Samuel P. Cowley (en)
- Read Morgan : Big Jim Wollard
- Frank McRae : Reed Youngblood
- Paul Frees : J. Edgar Hoover[4] (voix, non crédité)

## Production

### Genèse et développement
Au début des années 1970, John Milius est l'un des scénaristes les plus prisés d'Hollywood. Il vient de vendre les scripts de Jeremiah Johnson (Sydney Pollack, 1972) et Juge et Hors-la-loi (John Huston, 1972) pour des sommes records. Mais peu satisfait de la façon dont ont été faits ces deux films, John Milius souhaite devenir à son tour réalisateur. Il approche alors le producteur Samuel Z. Arkoff d'American International Pictures. John Milius lui propose d'écrire un script pour un très bas prix à condition qu'il puisse lui-même le mettre en scène. Trois projets sont alors proposés à John Milius : Blacula, le vampire noir, Black Mama, White Mama et un film de gangsters avec Pretty Boy Floyd ou John Dillinger. John Milius choisit un film sur ce dernier car selon lui c'est le gangster le plus attrayant et fascinant,.
Le projet est officiellement annoncé en avril 1972. Le directeur du FBI J. Edgar Hoover est de suite très critique envers le film et demande des changements dans le script. Il souhaite en effet que le FBI soit présenté de manière plus flatteuse. Peu avant sa mort en 1972, il enregistre même un message d'avertissement pour critiquer et discréditer le film. J. Edgar Hoover décède en mai 1972. Le film sortira à l'été 1973 et s'achèvera par ledit message de J. Edgar Hoover, réenregistré par un imitateur pour les besoins du film,.

### Attribution des rôles
John Milius souhaitait Warren Oates pour incarner John Dillinger. Il avait tenté de l'imposer, sans succès, pour incarner Roy Bean dans Juge et Hors-la-loi (1972) de John Huston dont il était le scénariste.

### Tournage
Le tournage a lieu fin 1972. Il se déroule dans l'Oklahoma (Ardmore, Enid, Mannsville, Nash, Oklahoma City et Dougherty) ainsi qu'à Tucson dans l'Arizona.

## Accueil

### Accueil critique
Le film reçoit des critiques globalement positives. Sur l'agrégateur américain Rotten Tomatoes, il récolte 92% d'opinions favorables pour 13 critiques et une note moyenne de 6,69⁄10.
Le critique A. H. Weiler (en) écrit dans The New York Times en 1973 :

« John Milius, l'enfant terrible de 29 ans qui a écrit et réalisé Dillinger, semble confus quant à sa loyauté dans ce dernier focus sur le légendaire ennemi public n°1. [...] Ses gangsters sont plus grands, plus drôles et plus flous que nature et sont des tueurs manifestement monstrueux. Mais ils donnent aussi l'impression d'avoir été légèrement martyrisés tant ils sont tout aussi monstrueusement fauchés par les G-men et consorts. Pour ses débuts en tant que réalisateur, M. Milius nous livre un Dillinger fascinant par sa rapidité, action et puissance de feu. Mais en tant qu'étude de personnages de types résolument intéressants issus d'une histoire explosive, Dillinger tire à blanc la plupart du temps. Le téléspectateur se souvient souvent de "Bonnie and Clyde" et de "The Wild Bunch" alors que Dillinger et sa compagnie volent des banques et se faire tirer dessus. »

— A. H. Weiler, The New York Times 2 août 1973

### Box-office
Aux États-Unis et au Canada, le film enregistre 2 millions de dollars de recettes. En France, Dillinger attire 120 736 spectateurs en salles.

## Distinction
En 1974, Michelle Phillips est nommée au Golden Globe de la révélation féminine de l'année.

## Suite
Le film engendre le spin-off télévisé Melvin Purvis G-MAN (1974), également écrit par John Milius. Il est lui-même suivi de The Kansas City Massacre (1975).